# أندرو غوردون
أندرو غوردون هو لاعب هوكي الجليد كندي، ولد في 13 ديسمبر 1985 في هاليفاكس في كندا.

## وصلات خارجية
- أندرو غوردون على موقع دوري الهوكي الوطني (الإنجليزية)
- أندرو غوردون على موقع قاعة مشاهير الهوكي (لاعب أن.إتش.أل) (الإنجليزية)
- أندرو غوردون على موقع EliteProspects.com (الإنجليزية)
- أندرو غوردون على موقع Eurohockey.com (الإنجليزية)
- أندرو غوردون على موقع HockeyDB.com (الإنجليزية)
- أندرو غوردون على موقع Hockey-Reference.com (الإنجليزية)